# Logisticus rostratus
Logisticus rostratus is een keversoort uit de familie boktorren (Cerambycidae). De wetenschappelijke naam van de soort werd in 1878 gepubliceerd door Charles Owen Waterhouse.